# Toledska prevodilačka škola
Kulturološki fenomen poznat pod imenom Toledska prevodilačka škola razvija se tokom XII i XIII veka. Prevodilačka škola koja je postojala u Toledu nije predstavljala školu u današnjem smislu, već se pojam odnosio na ljude koji su se okupljali kako bi se bavili prevođenjem tekstova, i to pre svega sa arapskog jezika.

## Istorijske i kulturološke prilike Španije
U srednjem veku u Španiji koegzistiraju tri vere, tri nacije: Mavari, Jevreji i hrišćani. Njihov način života, poimanje sveta, kao i nivo njihovog kulturnog razvitka bili su veoma različiti. Najrazvijenija od triju civilizacija nesumnjivo je bila arapska. Hrišćani su bili svesni kulturne nadmoći Mavara, te su težili da je što bolje upoznaju. Jevreji su mahom bili dobri poznavaoci arapskog jezika, ali i njihove kulture. Arapi su odlično poznavali grčku, rimsku i istočnjačku tradiciju. Izuzetno bogate biblioteke mavarskih vladara i velikaša, naročito u Toledu i Kordobi, obilovale su štivom iz raznih oblasti, pre svega filozofije. Čitava Evropa toga vremena pokazivala je interesovanje za mavarsku nauku i umetnost, te možemo reći da je Španija imala ulogu mosta između Istoka i Zapada.

## Toledska prevodilačka škola
Period XI, XII i XIII veka dugo je smatran dobom intelektualnog siromaštva, što su kasnija istraživanja pobila, prikazavši nam ovo razdoblje kao period stalne želje za napretkom, obrazovanjem i sticanjem informacija iz raznih naučnih oblasti.
Rekonkista u Španiji nije sprečila učene hrišćane, Mavare i Jevreje, koji su najčešće bili i vrsni poznavaoci arapskog, da udruženim snagama proučavaju dragocene rukopise mavarskih biblioteka. Njihovi napori rezultirali su nastajanjem kulturološkog fenomena poznatim pod imenom nazivom Toledska prevodilačka škola (Escuela de traductores de Toledo), koju su činili ljudi koji su se bavili prevođenjem. Toledska prevodilačka škola je prošla kroz dve etape tokom svog postojanja. Prva etapa odnosi se na XII vek, kada se prevodi sa arapskog na latinski, dok je druga etapa u XIII veku kada bave prevođenjem sa arapskog na kastiljanski jezik.
U XII veku je nadbiskup Rajmundo (Raimundo 1126-1152) bio taj koji je pokrenuo prevođenje filozofskih i religioznih dela sa arapskog na latinski jezik. Više od jednog veka ova škola je bila najvažnija među evropskim katedralskim školama. Prevodila su se Aristotelova dela koja su sadržala komentare arapskih filozofa Ibn Sine i Al Farabija, a takođe je preveden i Kuran. Za organizovanje sistematskog prevođenja sa arapskog na kastiljanski jezik, u XIII veku, za osposobljavanje kastiljanskog jezika da preuzme veliki broj funkcija koje je do tada vršio latinski, posebno je značajna kralj Alfonso X Učeni.
Načini na koje su prevodili vremenom su se menjali. U početku, Jevrejin ili hrišćanin koji je znao arapski prevodio je na narodni jezik tekst, i to usmeno, pred drugim prevodiocem, koji je slusao i prevodio na latinski. Kako je vreme odmicalo, ovakav način rada je promenjen, za vreme Alfonsa X, knjige su prevodili ljudi koji su poznavali više jezika, mada je njihov rad na kraju bio prekontrolisan. Takođe, prevodilo se i sa arapskog na hebrejski, kao i sa hebrejskog na latinski.
Alfonso X Učeni je sakupio na svome dvoru u Toledu, kasnije će isto učiniti i u Sevilji i Mursiji, najbolje poznavaoce nauka i umetnosti među Špancima, Mavarima i Jevrejima. Mavarski i jevrejski učeni ljudi prevodili su tekstove sa arapskog i hebrejskog, dok su mu kastiljanski učenjaci pomogali u sređivanju materijala ili su pod njegovim nadzorom pisali tekstove na španskom. Alfonso X je i sam bio učesnik u ovom poduhvatu, a ne samo njegov organizator. U realizaciji su mu pomagali mnogobrojni saradnici, pripadnici triju nacija, čija su imena u velikom broju i sačuvana.

## Dela i prevodi
Knjige o znanju astronomije (Los Libros del saber de astronomía) – u knjigama je uglavnom izložen Ptolomejev planetarni sistem. Knjige su sastavili Alfonsovi saradnici služeći se arapskim i jevrejskim spisima.
Alfonsove tablice (Las Tablas alfonsíes) – knjiga o astronomiji. Autori su Alfonsovi astronomi. U knjizi izlažu svoja zapažanja o nebeskim telima stečena tokom naučnih posmatranja u opservatoriji na reci Taha u Toledu.
Drago kamenje (Lapidario) – Alfonso je zadužio jednog sveštenika i jednog jevrejskog fizičara da ovu knjigu pronađenu kod jednog toledskog Jevrejina prevedu na kastiljanski. U knjizi su objašnjene čudotvorne osobine dragog i poludragog kamenja, kao i njihov uticaj na sudbinu i zdravlje čoveka.

## Prevodioci
Značajni prevodioci toga doba jesu Domingo Gundisalvo, Đerardo iz Kremone, Huan Ispalense i German Dalmatinski. 
Domingo Gundislavo i Huan Ispalense su sarađivali, Ispalense je prevodio sa arapskog na narodni, a zatim Gundisalvo na latinski. Gundisalvo je preveo je neka dela islamskog filozofa Ibn Sine i persijskog filozofa Al Farabija. 
Đerard od Kremone je takođe prevodio sa arapskog na latinski, značajan je njegov prevod Ptolomejovog dela Almagest.
German Dalmatinski je bio prevodilac slovenskog porekla, radio je na prvom evropskom prevodu Kurana na latinski jezik.

## Značaj prevodilačke škole
Zahvaljujući radu Toledske prevodilačke škole, Evropa je upoznala najznačajnija dela istočnjačke i antičke književnosti i filozofije. Prevodilačka delatnost doprinela je i uobličavanju kastiljanskog jezika. Javlja se težnja da znanja iz knjiga budu dostupna širokim narodnim masama, a ne samo obrazovanim velikašima koji su poznavali latinski, te knjige iz svih poznatih naučnih oblasti počinju da se pišu narodnim jezikom (el idioma romance).

## Uticaj Alfonsa X i Toledske prevodilačke škole na razvoj španskog jezika
Alfonso X Učeni bio je istinski erudita i mecena. Pored toga što je bo pesnik, bio je opsednut željom da sva znanja koja su mu bila dostupna prenese i na kastiljanski jezik, kako bi ona bila na raspolaganju i običnim ljudima. Insistirao je na uobličavanju jezika, želeo je da španski jezik osposobi za izražavanje ideja i pojmova iz raznih disciplina. Ovu ideju nije bilo lako realizovati budući da je španski jezik toga vremena bio vrlo siromašnog rečnika u oblasti nauke, ali i nedovoljno elastičan sintaksički.
Kralj je smatrao prevođenje krucijalnim za unapređenje jezika. Uneo je mnoge sintaksičke odlike latinskog, ponekad i arapskog jezika. Počeo je da koristi neologizme svaki put kada je kastiljanskom nedostajala neka reč za izražavanje nekog apstraktnog pojma. Ulagao je velike napore da narodni jezik postane zvanični jezik njegove kraljevine i da ga u potpunosti osposobi da zameni latinski, a onda i arapski u književnim, naučnim i administrativnim tekstovima.
Poznavao je mnoge nauke (pravo, istorija, geometrija, astronomija) i umetnost (književnost, slikarstvo, muzika). Delo urađeno pod njegovim nadzorom ima preko 20 tomova i obuhvata: istoriju - Opšta istorija naroda (La General e Grand Estoria), pravo - Knjiga sedam zakona (Las siete partidas), prirodne nauke - Alfonsove tablice, Knjige o znanju astronomije (Las Tablas alfonsíes, Los Libros del saber de astronomía) i Knjige o šahu, kockicama i tablama (Libros de Ajedrez, Dados y Tablas).

## Danas
Danas, takođe postoji Toledska prevodilačka škola, koja je u stvari centar zadužen za prevođenje sa arapskog, hebrejskog i španskog jezika. Centar je započeo sa radom 1994. godine. Sadrži biblioteku koja poseduje veliki broj informacija u vezi sa delatnošću prevođenja, a i sadrži veliki broj podataka o postojanju i radu Toledske prevodilačke škole iz srednjeg veka.

## Kontroverza u vezi sa postojanjem škole
Uprkos mnogim istraživanjima i informacijama do kojih se došlo o Toledskoj prevodilačkoj školi, postoje teorije koje govore da ova prevodilačka škola nikada nije postojala, već da su prevodi bili dela pojedinaca, koji nisu sarađivali međusobno.

## Spoljašnje veze
- Biblioteca Virtual Antigua Escuela de Traductores de Toledo
- The School of Translators of Toledo University of Castile-La Mancha
- El literalismo de los traductores de la corte de Alfonso el Sabio in Spanish
- Norman Roth, "Jewish Collaborators in Alfonso's Scientific Work" in Robert I. Burns, ed.